# 正五角錐柱
正五角錐柱(せいごかくすいちゅう、Elongated pentagonal pyramid)とは、9番目のジョンソンの立体で正五角柱の1つの底面に正五角錐をつけたものである。

## 性質
- 表面積: 一辺を{\displaystyle a}とすると {\displaystyle S={{20+5{\sqrt {3}}+{\sqrt {25+10{\sqrt {5}}}}} \over {4}}a^{2}}
- 体積: 一辺を{\displaystyle a}とすると {\displaystyle V={{5+{\sqrt {5}}+6{\sqrt {25+10{\sqrt {5}}}}} \over {24}}a^{3}}

## 関連図形
| 正五角柱 （正五角錐を取り除く）       | 正五角錐 （正五角柱を取り除く） | 正四角錐柱 （錐の角の数を減らす） |
| 正三角錐柱 （錐の角の数を更に減らす） | 双五角錐柱 （正五角錐を追加）   | 正五角錐反柱 （36°ねじる）        |